# Lagoa de Dentro
Lagoa de Dentro é um município brasileiro do estado da Paraíba, localizado na Região Geográfica Imediata de Guarabira.

## História do município
Na região que hoje compreende o município de Lagoa de Dentro já habitavam povos indígenas das tribos potiguaras, que ocupavam um vasto território que se estendia do litoral paraibano, vale do Mamanguape, da Baia da Traição até a Serra da Cupaoba, atualmente Serra da Raiz.
Em um período de grande seca, moradores das propriedades existentes, perceberam que entre os animais que criavam, os porcos sempre apareciam sujos de lama, despertando o interesse de descobrir onde havia essa fonte de água. Um dia alguns caçadores decidiram seguir os animais mata a dentro e se depararam com uma fonte de água, onde os animais tomavam banho. A fonte nunca secou e com o passar dos anos foi aumentando de tamanho, até tomar as proporções atuais, se transformando em uma linda lagoa, cartão postal da cidade.
Em 1880 já haviam no local algumas casa, que pertenciam a José Carlos, José Batista (primeiro comerciante), Bevenuto Ferreira de Lima, Francisco Costa, Joaquim Freire Amorim, Antônio Fernandes e Manoel Aprígio. O pequeno povoado era passagem obrigatória de quem transitava entre os município de Jacaraú e Guarabira. Por volta de 1952, Benedito Pereira, proprietário de várias terras na região, fez a doação de um terreno para a construção de uma capela, em homenagem ao santo padroeira, São Sebastião, que passou por várias reformas e modificações tornando-se igreja matriz e tendo sua primeira missa celebra em 1958 por Frei Damião.

## Geografia
De acordo com o censo 2022 do IBGE sua população era estimada em 7.370 habitantes. Área territorial de 85 km².